# Податкова соціальна пільга
Податкова соціальна пільга — сума, на яку платник податку з доходів фізичних осіб має зменшити суму свого загального місячного оподаткованого доходу, отримуваного з джерел на території України від одного працедавця у вигляді заробітної плати.

## До 2011 року
З 1 січня 2004 року, з введенням в дію Закону України «Про податок з доходів фізичних осіб» від 22 травня 2003 р. № 889-IV громадянам України було надане право користування податковою соціальною пільгою.
Податкова соціальна пільга застосовувалася до доходу, нарахованого на користь платника податку протягом звітного податкового місяця, якщо його розмір не перевищував суми, яка дорівнювала сумі місячного прожиткового мінімуму, діючого для працездатної особи на 1 січня звітного податкового року, помноженої на 1,4 та округленої до найближчих 10 гривень.
У випадках, передбачених підпунктами «а»-«в» пп. 6.1.2 Закону № 889-IV, граничний розмір доходу, який давав право на отримання податкової соціальної пільги одному з батьків, визначався як добуток суми, визначеної в абз. 1 пп. 6.5.1 Закону № 889-IV, та відповідної кількості дітей.
Згідно пп. 6.1.1 п. 6.1 ст. 6 Закону № 889-IV (зі змінами, внесеними Законом України «Про внесення змін до Закону України „Про Державний бюджет України на 2005 рік“ та деяких інших законів України» від 7 липня 2005 р. № 2771-IV) з 1 січня 2006 р. податкова соціальна пільга дорівнювала 50% однієї мінімальної заробітної плати (у розрахунку на місяць), встановленої законом на 1 січня звітного податкового року, — для будь-якого платника податку.
Розміри податкової соціальної пільги, що діяла до 1 січня 2006 р., визначені у п. 22.4 ст. 22 Закону № 889-IV.

## З 2011 року
Закон України «Про податок з доходів фізичних осіб» № 889-IV втратив чинність на підставі Податкового кодексу України від 2 грудня 2010 року № 2755-VI, але поняття податкової соціальної пільги збереглося у новому Кодексі (зокрема в п. 169.1 «Перелік податкових соціальних пільг»).
Згідно абзацу 8 пункту 1 розділу XIX ПКУ, з 1 січня 2011 р. до 31 грудня 2014 р. податкова соціальна пільга дорівнює 50% розміру прожиткового мінімуму для працездатної особи (у розрахунку на місяць), встановленого законом на 1 січня звітного податкового року, — для будь-якого платника податку.
Податкова соціальна пільга застосовується до доходу, нарахованого на користь платника податку протягом звітного податкового місяця як заробітна плата (інші прирівняні до неї відповідно до законодавства виплати, компенсації та винагороди), якщо його розмір не перевищує суми, що дорівнює розміру місячного прожиткового мінімуму, діючого для працездатної особи на 1 січня звітного податкового року, помноженого на 1,4 та округленого до найближчих 10 гривень. При цьому граничний розмір доходу, який дає право на отримання податкової соціальної пільги одному з батьків у випадку та у розмірі, передбачених пп. 169.1.2 ПКУ, визначається як добуток суми, визначеної в абз. 1 пп. 169.4.1 ПКУ, та відповідної кількості дітей.